# Погорельцево (Курская область)
Погоре́льцево — село в Железногорском районе Курской области. Входит в состав Кармановского сельсовета.

## География
Расположено на юго-западе Железногорского района, в 30 км к югу от Железногорска.

## История

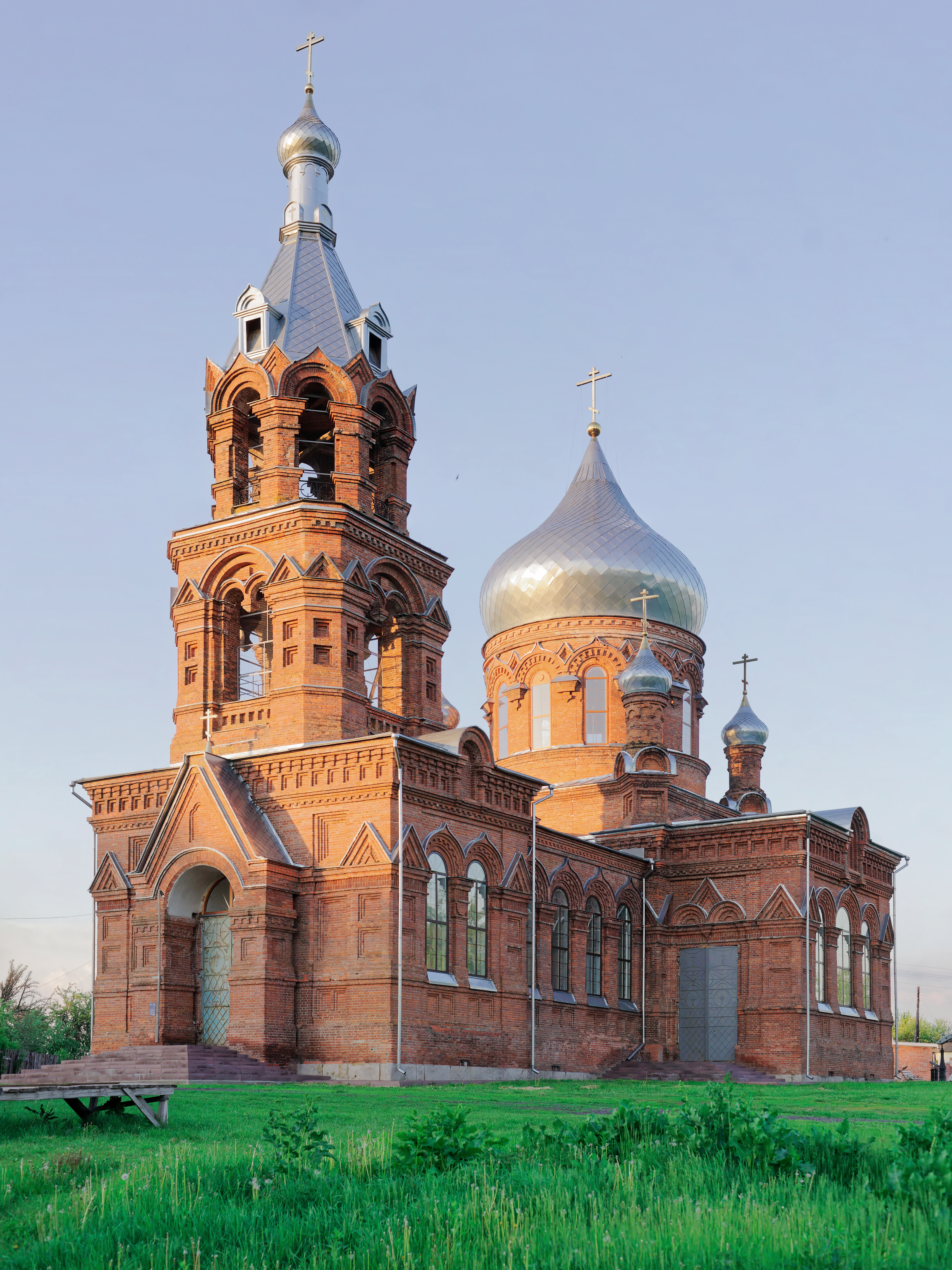
Храм Параскевы Пятницы в Погорельцево

Во 2-й половине XVI века началось активное заселение территории нынешней Курской области. Соседние с нынешним Погорельцевым деревни — Мокрыж, Воропаево, Снецкое — были тогда небольшие, поэтому для их жителей построили одну общую церковь, на приблизительно равном расстоянии них. Так появилась Пятницкая церковь, а вместе с ней и Пятницкий погост, позже ставший селом Погорельцевым. Название возникло оттого, что возле церкви стали селиться погорельцы из соседних сёл полагая, что около церкви им будет легче прожить. Вплоть до конца XIX века Погорельцево было относительно небольшим поселением, хотя и имело статус села. В начале XVII составной частью Погорельцева была деревня Скворливый Колодезь. Её название произошло от ручья Скворливца, то есть «шумного», «говориливого», протекающего через Погорельцево. Из Писцовых книг известно, что в 1628 году землями близ Погорельцева владели помещики-однодворцы Беседины и Локтионовы, а другая честь окрестных земель принадлежала церкви.
Наиболее раннее упоминание о селе Погорельцево содержится в писцовых книгах 1683 года. Уже тогда здесь действовала Пятницкая церковь. Рядом с Погорельцевым значилась деревня Скворливый Колодезь, впоследствии ставшая частью села.
По данным 1-й ревизии 1719 года Погорельцево было небольшим селением. В то время здесь жили однодворцы Локтионовы (4 двора), Беседины (2 двора), Абрамовы и Брежневы (по 1 двору) — всего 43 души мужского пола в 8 дворах; а также крепостные помещика Ивана Трофимовича Анофриева (18 душ мужского пола). Отдельно учитывался двор священнослужителей Пятницкой церкви, в котором проживало 5 душ мужского пола. С учётом женского пола в Погорельцево в то время проживало около 130 человек.
В XVII—XVIII веках село входило в состав Усожского стана Курского уезда. В 1779 году включено в состав Дмитриевского уезда.
В 1862 году в бывшем казённом селе Погорельцево насчитывалось 29 дворов, проживало 283 человека (134 мужского пола и 149 женского). В 1877 году в селе было 29 дворов, действовали: церковь православная, школа; в 10-ю пятницу после Пасхи проводилась ярмарка. В то время Погорельцево входило в состав Кармановской волости Дмитриевского уезда. По данным 1883 года село состояло из трёх общин. В 1897 году в селе проживало 547 человек (267 мужского пола и 280 женского); всё население исповедовало православие.
После установления советской власти село стало административным центром Погорельцевского сельсовета. В 1928 году вошло в состав Михайловского (ныне Железногорского) района Курской области. В 1930 году в Погорельцеве был создан колхоз «13-я годовщина Октября». В 1937 году в селе было 115 дворов. Во время Великой Отечественной войны, с октября 1941 года по февраль 1943 года, находилось в зоне немецко-фашистской оккупации.
В 1950 году погорельцевский колхоз «13-я годовщина Октября» и колхоз «Новый Свет» (д. Воропаево) были объединены в один колхоз — имени Жданова с центром в селе Погорельцево.
В 1989 году Погорельцевский сельсовет был упразднён, село вошло в состав Кармановского сельсовета.

## Население
| 1862 | 1877 | 1883 | 1905 | 1979 | 2002 | 2010 |
| ---- | ---- | ---- | ---- | ---- | ---- | ---- |
| 283  | ↘247 | ↗377 | ↗399 | ↘205 | ↘100 | ↘72  |

## Достопримечательности
- Храм Великомученицы Параскевы Пятницы 1903—1914 годов постройки.